# Meletius III van Constantinopel
Meletius III (Grieks: Μελέτιος Γ΄) (Kea 1772-Istanboel 28 november 1845) was oecumenisch patriarch van Constantinopel van 18 april tot 28 november 1845.
Patriarch Meletius III werd geboren als Meletius Paukalos (Grieks: Μελέτιος Πάγκαλος) op het eiland Kea in de Cycladen. Hij was eerst achtereenvolgens metropoliet van Amasia (1828-1830), Saloniki (1830-1841) en Cyzicus (1841-1845). In 1845 werd hij patriarch van Constantinopel verkozen, maar hij stierf reeds zeven maanden na de aanvang van zijn patriarchaat.